# ژرفنا: جاده‌ای به‌سوی اسکله ویگان
ژرفنا: جاده‌ای به‌سوی اسکلهٔ ویگان (انگلیسی: The Road to Wigan Pier) کتابی از جرج اورول است. نیمهٔ نخستِ این اثر به بررسیِ جامعه‌شناختیِ اُرول از وضعیتِ زندگیِ دشوارِ طبقهٔ کارگر در لانکاشر و یورک‌شر در شمالِ انگلستان پیش از جنگ جهانی دوم و مستندسازیِ آن می‌پردازد. نیمهٔ دوم نیز یک گفتارِ بلند دربارهٔ مسائلِ تربیتیِ طبقهٔ متوسط و رشدِ وجدان سیاسیِ بریتانیا به‌سوی سوسیالیسم است.

## پس‌زمینه
چند روز پس از درخواستِ ویکتور گولنز از اورول برای کار بر روی یک پروژهٔ تازه و نوشتنِ کتابی دربارهٔ بیکاری و وضعیتِ اجتماعی در شرایطِ رکودِ اقتصادیِ شمالِ انگلستان، اورول به سوی منطقه رهسپار شد. وی از ۳۱ ژانویه تا ۳۰ مارسِ ۱۹۳۶ در ویگان، بارنزلی و شفیلد دربارهٔ منابعِ کتاب تحقیق کرد و در آنجا زیست.